# Jakub Popławski
Jakub Popławski (ur. 14 czerwca 1989 w Mińsku Mazowieckim) – polski piłkarz/ampfutbolista występujący na pozycji napastnika/bramkarza w polskich klubach w piłce nożnej 11-osobowej w MKS Mazovia Mińsk Mazowiecki (napastnik), zaś w ampfutbolu w drużynie Legii Warszawa (Bramkarz). Od 2012 roku reprezentant Polski. Rekordzista pod względem liczby tytułów bramkarza sezonu w Amp Futbol Ekstraklasie (czterokrotny laureat tej nagrody: 2016, 2017, 2018 2020). Uczestnik Mistrzostw Świata 2018 oraz dwukrotny brązowy medalista Mistrzostw Europy 2017 oraz Mistrzostw Europy w Amp Futbolu 2021. Dwukrotny uczestnik ampfutbolowej Ligi Mistrzów rok 2019 Gruzja (miejsce 3.) oraz rok 2021 (miejsce 2.).
Od sezonu 2023 pierwszy trener Legia Ampfutbol Warszawa rywalizującej o mistrzostwo Polski w PZU Amp Futbol Ekstraklasie.
W 2022 został odznaczony Srebrnym Krzyżem Zasługi.